# Valva
För andra betydelser, se Valva (olika betydelser).
Valva (plural valvae) är ett latinskt ord som betyder den ena av två dubbeldörrar (vanligen använt i pluralis för att beteckna "dubbeldörr"). Ordet har försvenskats till valvel.

## Inom anatomi
Inom medicin och vertebratanatomi betecknar valva/valvel en hjärtklaff eller klaffar i vener och lymfkärl. Klaffen består i huvudsak av bindväv. Se artikeln klaffsystem.
Inom entomologisk anatomi betecknar valva/valvel bihang på bakkroppen som ingår i könsdelarna hos vissa insekter. Bland annat bygger de tre paren valvler upp äggläggningsröret hos insektshonor.
Valva används även för att beteckna ena skalhalvan hos musslor (klassens vetenskapliga namn, Bivalvia, betyder "med två valvler"), armfotingar eller vissa kräftdjur (som exempelvis musselkräftor).
Inom botaniken betecknar valvler de vid mognaden lossnande ytterväggarna hos en skida eller de långa flikarna hos en öppnad sprickkapsel.